# کمربند کودتا

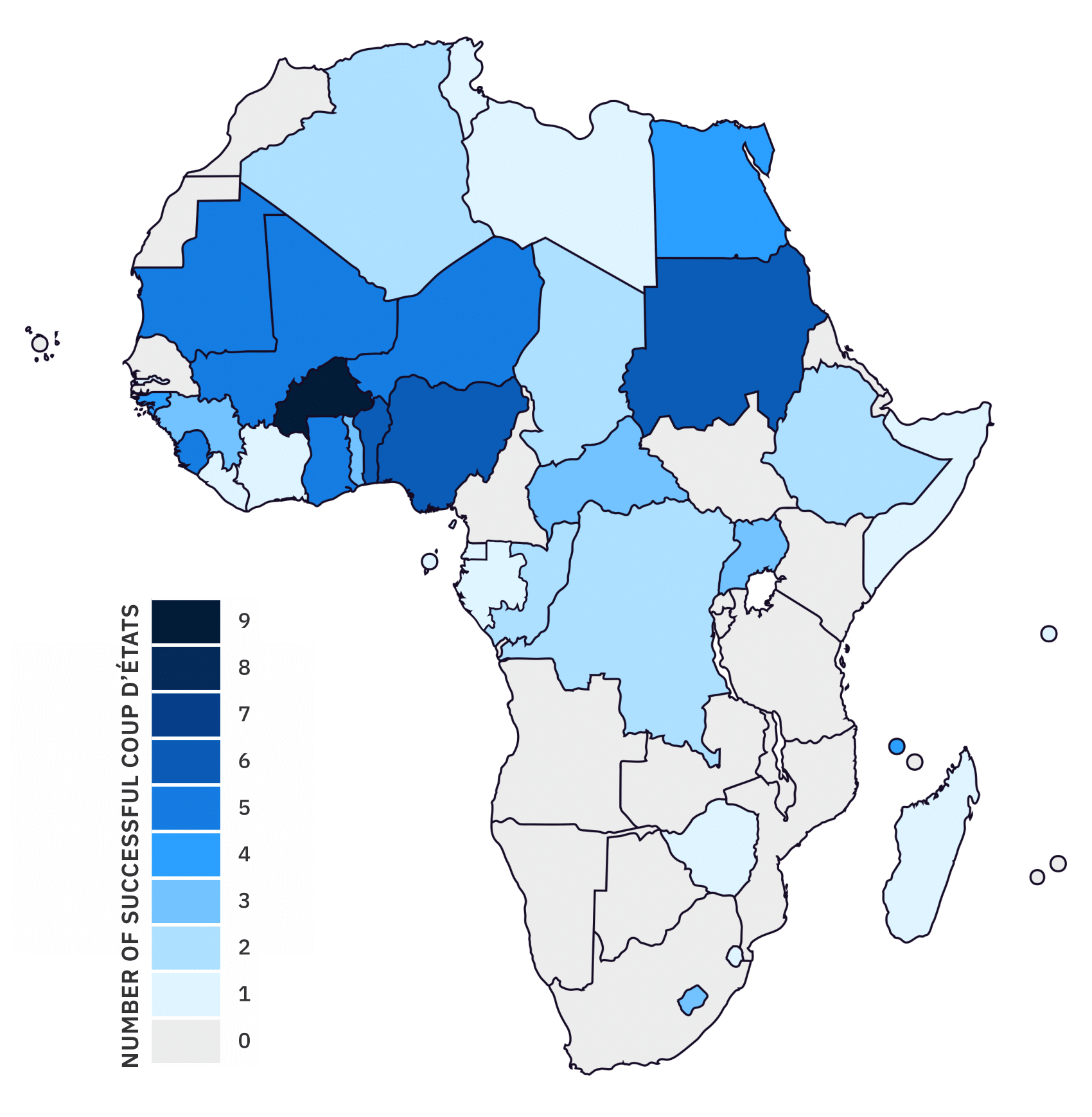
تعداد کودتاهای موفق در آفریقای پسااستعماری (تا ۲۸ سپتامبر ۲۰۲۳)

کمربند کودتا (فرانسوی: la ceinture de coups d'État‎) یک مفهوم ژئوپلیتیکی مدرن و نو واژه‌ای برای توصیف منطقه غرب آفریقا، آفریقای مرکزی و ساحل صحرا است که کودتاهای نظامی بسیاری در آن رخ می‌دهد.
اگرچه احتمالاً منشأ این اصطلاح قدیمی تر است، اما در دهه ۲۰۲۰ پس از یک رشته کودتا در اوایل دهه مذکور رایج شد، از جمله در مالی در سال‌های ۲۰۲۰ و ۲۰۲۱، کودتاهای چاد، گینه و سودان در سال ۲۰۲۱، دو کودتا در بورکینافاسو در ژانویه و سپتامبر سال ۲۰۲۲، و کودتاهای نیجر و گابون در سال ۲۰۲۳. این منطقه همچنین شاهد کودتای نیجر و سودان در سال ۲۰۲۱، گینه بیسائو و گامبیا در سال ۲۰۲۲ و سودان و سیرالئون در سال ۲۰۲۳ بود.
پس از کودتای ۲۰۲۳ نیجر، این کشورها زنجیره ای پیوسته را از کرانه‌های شرقی تا سواحل غربی آفریقا تشکیل دادند.